# Nô lệ tình dục

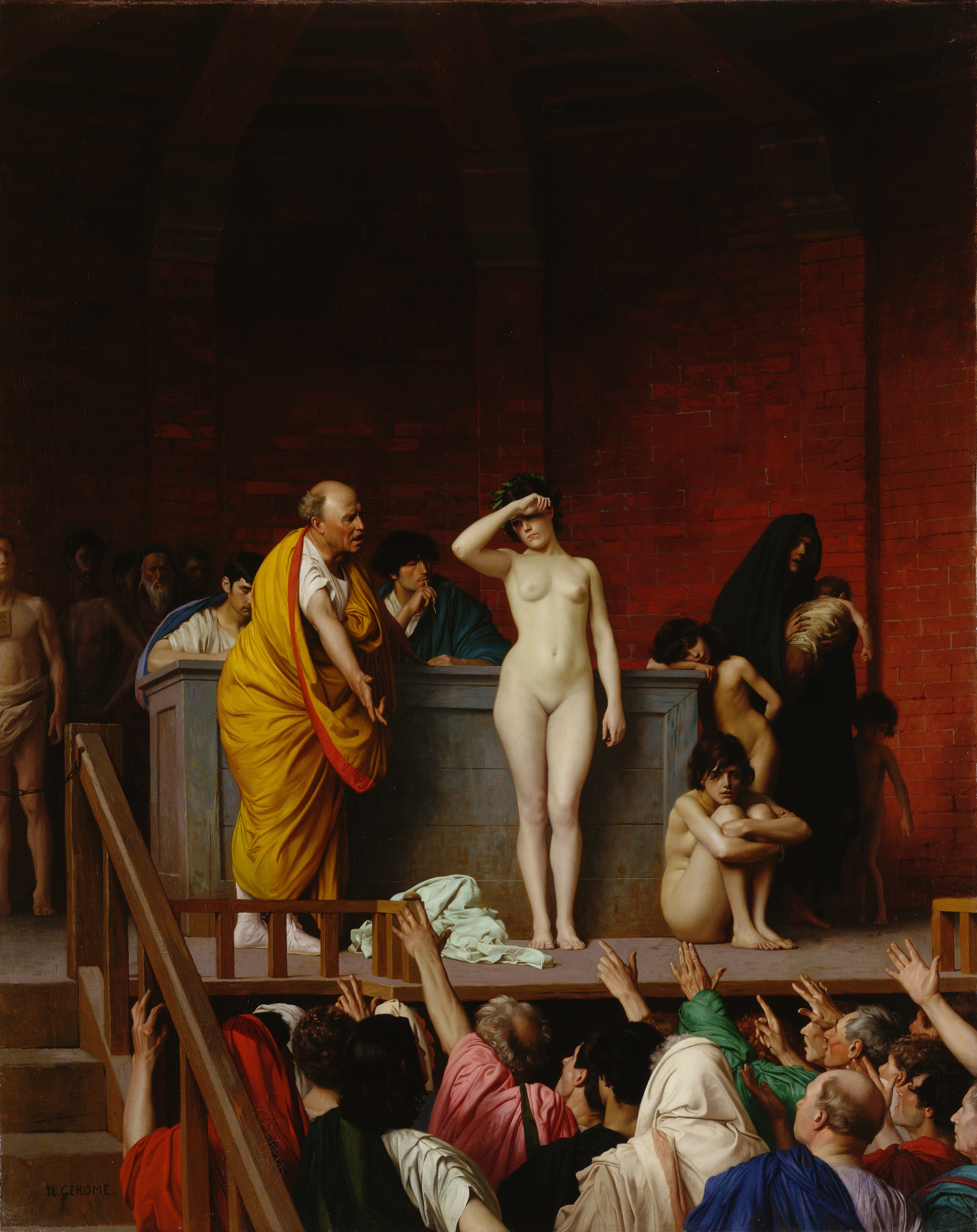
Họa phẩm của Jean-Léon Gérôme về nữ nô lệ da trắng thời La Mã cổ đại đang bị bày bán ở chợ nô lệ

Nô lệ tình dục hay nói rộng ra là chế độ nô lệ tình dục là việc cưỡng bức một cách có tổ chức của những cá nhân, tổ chức này đối với những người khác tham gia thực hiện những hành vi tình dục ở nhiều góc độ khác nhau trái với ý chí và ý muốn của họ. Nô lệ tình dục là những người có thân phận bị lệ thuộc như một nô lệ và thường xuyên bị cưỡng ép tình dục hoặc buộc phải thực hiện các hoạt động mại dâm. Việc chống lại chế độ nô lệ tình dục và buôn người cũng như giải thoát cho các nô lệ tình dục là sự quan tâm của cả cộng đồng quốc tế, nhất là liên quan đến các quyền của phụ nữ và của trẻ em gái. Nô lệ tình dục có hình thức rất đa dạng, phong phú và ngày nay có nhiều hình thức trá hình khác nhau.

## Quy định pháp lý

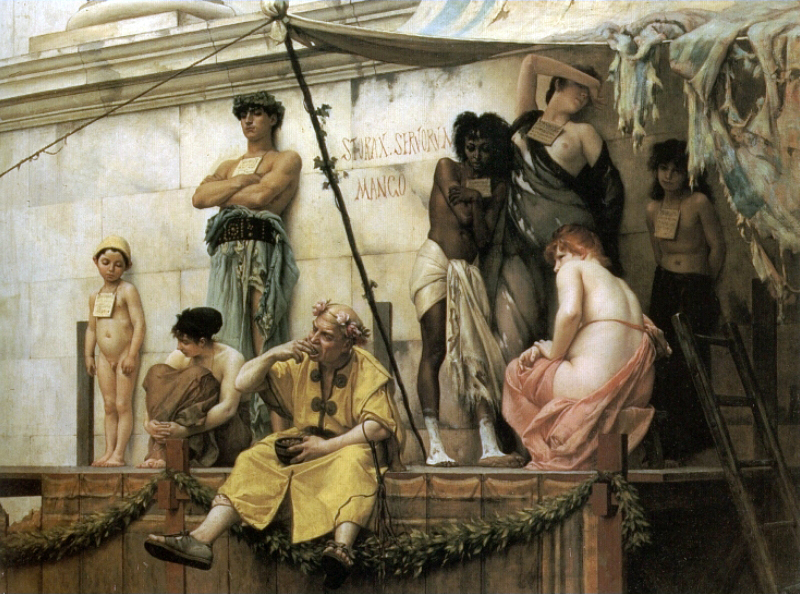
Chợ buôn bán nô lệ, tranh sơn dầu của Gustave Boulanger năm 1886

Theo Quy chế Rome (Điều 7 khoản 2, điểm c) thì nô lệ tình dục có nghĩa là việc thực hiện sở hữu thân thể gắn với hoạt động tình dục với hơn một người. Nó bao gồm các hành vi vi phạm lặp đi lặp lại hoặc lạm dụng tình dục hoặc ép buộc các nạn nhân để cung cấp các dịch vụ tình dục cũng như hiếp dâm, cưỡng dâm... Quy chế Rome định nghĩa của chế độ nô lệ tình dục bao gồm cả các tình huống hoàn cảnh nơi người ta buộc phải thực hiện các việc hôn nhân trong nước, nô lệ hay lao động cưỡng bức liên quan đến hoạt động tình dục, cũng như buôn bán người, đặc biệt là phụ nữ và trẻ em.
Buôn bán người với mục đích bóc lột tình dục là nguyên nhân chính của chế độ nô lệ tình dục thời hiện đại. Các điểm đến phổ biến nhất về nạn nhân của nạn buôn người trong năm 2007 là Thái Lan và Nhật Bản theo một báo cáo của UNODC. Bản báo cáo liệt kê Thái Lan, Trung Quốc, Nigeria, Albania, Bulgaria, Belarus, Moldova và Ukraina như là nguồn chính của người bị buôn bán.

## Chiến tranh thế giới thứ II

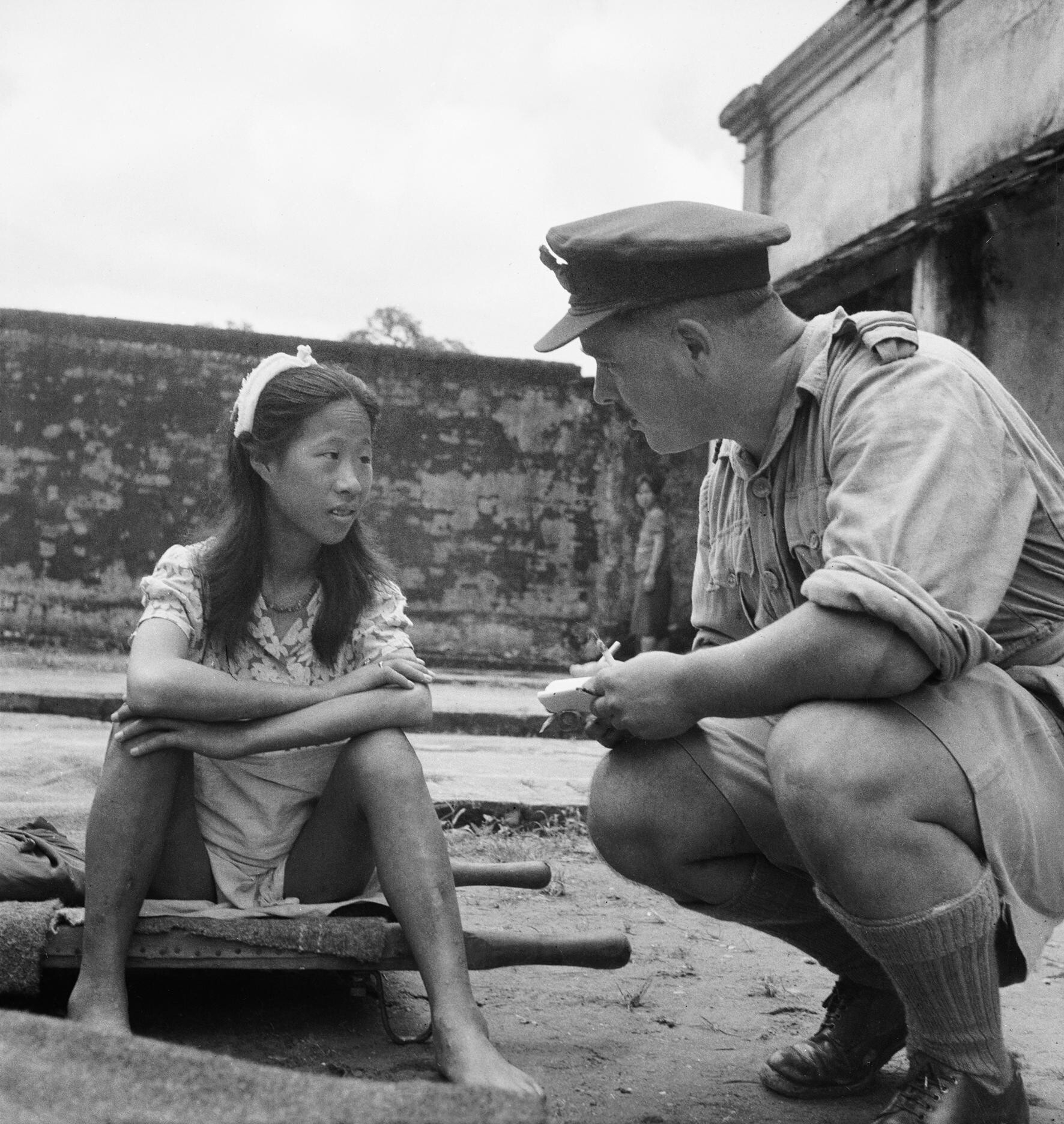
Rangoon, Miến Điện. 8 tháng 8 năm 1945. Một phụ nữ trẻ người thiểu số Trung Quốc, nạn nhân của Phụ nữ giải khuây bị quân đội chiếm đóng của Đế quốc Nhật Bản hãm hiếp, đang được viên chức Không quân Hoàng gia Anh phỏng vấn

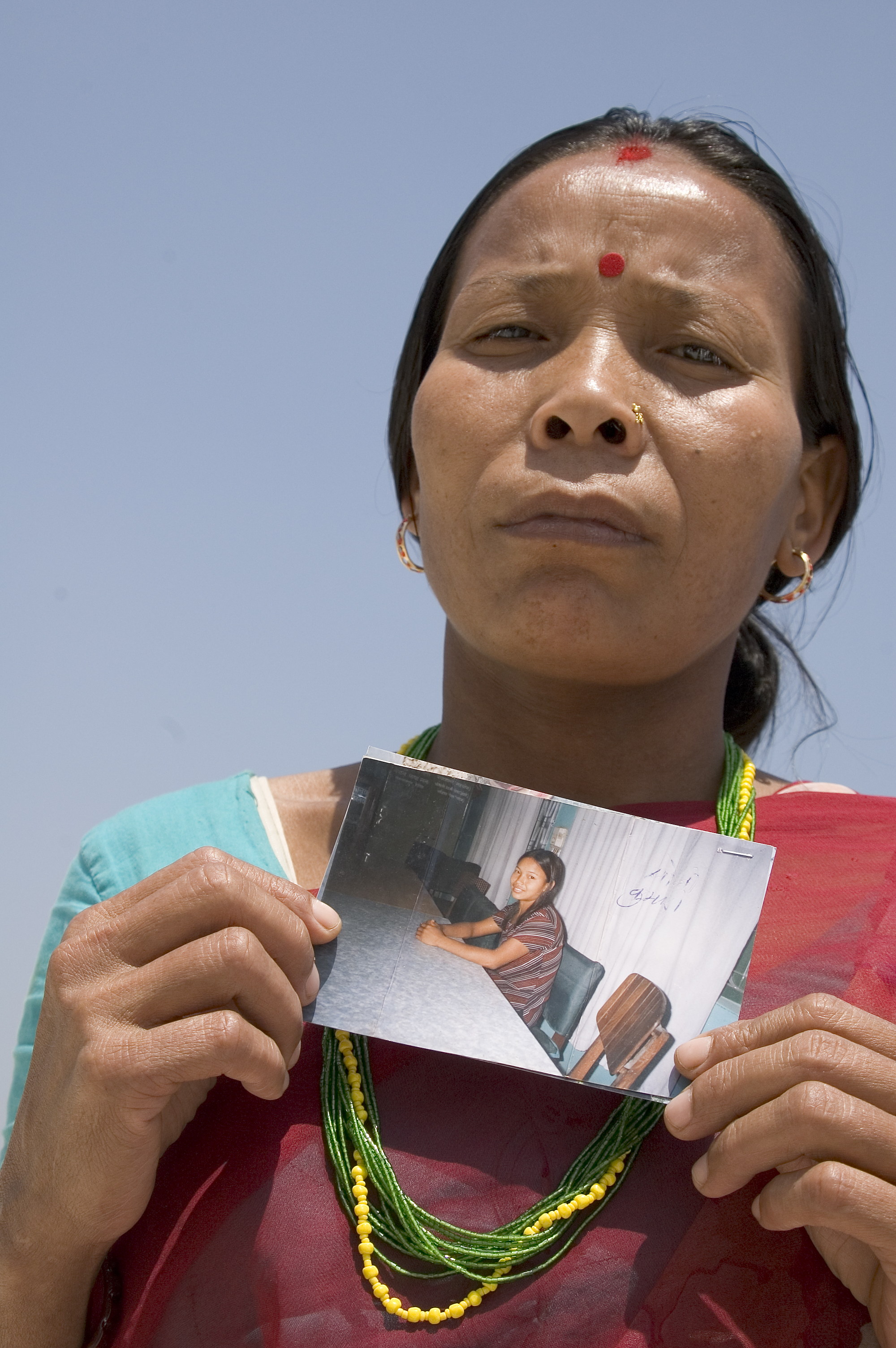
Người mẹ người Nepal đã tới Mumbai, Ấn Độ, với hy vọng sẽ tìm cứu con gái tuổi teen của mình khỏi một nhà chứa ở Ấn Độ.

Chiến tranh thế giới thứ II có khoảng 200.000 phụ nữ châu Á, đặc biệt là phụ nữ Hàn Quốc, Trung Quốc, Philippines… đã bị bắt vào các nhà chứa trong quân đội, để thoả mãn nhu cầu tình dục của binh sĩ Nhật, người Nhật gọi đối tượng này là An Ủy phụ (Phụ nữ giải khuây) và trong các sách giáo khoa của Nhật Bản, những nạn nhân của nô lệ tình dục vẫn được mô tả là những người tình nguyện.

## Thời hiện đại
Trong thời hiện đại ngày nay, nhiều vụ án liên quan đến việc bắt cóc người, buôn bán người với mục đích làm nô lệ tình dục đã được phanh phui gây chấn động thế giới. Một người đàn ông Trung Quốc đã giam giữ bốn phụ nữ khác làm nô lệ tình dục trong tầng hầm nhà mình. Và trước đó là một người đàn ông Trung Quốc khác 40 tuổi bị kết án tử hình vì bắt cóc, đánh đập và cưỡng hiếp hai cô gái thiếu niên trong một nhà tù dưới lòng đất tại thành phố Vũ Hán, tỉnh Hồ Bắc, miền trung Trung Quốc.
Ở Campuchia có ngôi làng Svay Pak nằm bên ngoài thủ đô Phnom Penh của Campuchia, nổi tiếng là nơi mà những bé gái được bán một cách công khai cho những kẻ săn mồi nước ngoài đang tìm kiếm tình dục. Ở Ấn Độ, khi đến tuổi cập kê, con gái của những gia đình địa vị thấp ở Ấn Độ đều phải lên chùa để làm "Thánh nữ" nhưng thực tế là trở thành nô lệ tình dục của những cao tăng và các trưởng lão Bà la môn.
Josef Fritzl, một người Áo, đã giữ con gái Elisabeth làm nô lệ tình dục trong một căn hầm không có cửa sổ suốt 24 năm và có với cô này bảy người con., chị em bà Christine bị nhốt suốt 41 năm và trở thành nô lệ tình dục. Natascha Kampusch, cô gái có 8 năm sống đọa đày trong một hầm rượu ở Áo và phải quan hệ tình dục với chính kẻ bắt cóc mình. Ở Mỹ có cô gái Jaycee Dugard bị bắt cóc làm "nô lệ tình dục" trong 18 năm. Nathan Wilson - người sáng lập Project Meridian Foundation ở Arlington, tổ chức hỗ trợ cảnh sát xác định bọn buôn người và các nạn nhân của chúng - 1,6 triệu trẻ em dưới 18 tuổi (sinh tại Mỹ hay ở nước ngoài) bị dụ dỗ vào mạng lưới kinh doanh thân xác phụ nữ ở Mỹ, các chuyên gia nhận định con số trẻ em bị khai thác tình dục ở Mỹ hay có nguy cơ bị khai thác là trong khoảng 100.000 - 300.000 em điều đó cho thấy nạn buôn nô lệ tình dục không ngừng gia tăng ở Mỹ.
Nhiều vụ việc giam giữ các nữ nô lệ tình dục đã được cảnh sát phá án và giải cứu như: Cảnh sát Malaysia cũng đã triệt phá một ổ mại dâm lớn và giải cứu thành công 21 phụ nữ Uganda, những người bị ép làm nô lệ tình dục để trả nợ. Cảnh sát Peru cũng đã giải cứu được 293 phụ nữ đã được giải cứu tại một khu mỏ vàng trái phép ở nước này, họ đã bị giữ làm nô lệ tình dục tại bang Madre de Dios.
Ở Việt Nam, hình thức nô lệ tình dục vẫn còn tồn tại thông qua hoạt động buôn bán người nước nhập khẩu chủ yếu là Trung Quốc và một số ít qua Campuchia, số lượng chị em phụ nữ bị lừa bán không chỉ ở các tỉnh miền núi phía bắc, mà lan sang cả nhiều địa phương khác, từ Cà Mau, Vĩnh Long đến Đắk Lắk, Đắk Nông, Hải Phòng, Bắc Ninh, Thái Bình… hoạt động tội phạm mua bán người, bắt cóc trẻ em ở khu vực biên giới Việt Nam - Trung Quốc chiếm 65% số vụ bị bắt giữ trên các tuyến biên giới. Địa bàn trọng điểm là các tỉnh Hà Giang, Lào Cai, Lai Châu, Lạng Sơn và Quảng Ninh. Chủ yếu bọn tội phạm lừa bán phụ nữ, trẻ em gái cho các ổ mại dâm sát biên giới hoặc bán sâu vào trong nội địa Trung Quốc để cưỡng ép hôn nhân. Thậm chí có trường hợp nhiều thiếu nữ vì cứu nét mà bị bắt bán sang Trung Quốc hay cô gái 8 năm làm nô lệ tình dục cho thầy giáo. hoặc thiếu nữ 16 tuổi tố cáo, cô bị lừa bán làm "nô lệ tình dục" tại nhà chứa núp bóng quán ăn, cô bị bắt phải xem phim sex để học cách "chiều" khách.